# Lúcio
Lucimar Ferreira da Silva (născut 8 mai 1978), cunsocut ca Lúcio, este un jucător brazilian de fotbal, component al lotului echipei braziliene Palmeiras și al echipei naționale a Braziliei, al cărei căpitan este.
Lúcio a făcut parte din echipa braziliană care a câștigat Campionatul Mondial de Fotbal 2002.

## Titluri
Bayern München
- Bundesliga: 2005, 2006, 2008
- DFB-Pokal: 2005, 2006, 2008
- DFB-Supercup: 2004, 2007, 2008

Internazionale
- Serie A: 2009-2010
- Coppa Italia: 2009-2010
- UEFA Champions League: 2009-2010

Brazilia
- Campionatul Mondial de Fotbal: 2002
- Cupa Confederațiilor FIFA: 2005, 2009

Personal
- Bola de Prata (Placar): 2000
- Cupa Confederațiilor FIFA 2009: Premiul fair-play